# Рунец овечий
Руне́ц ове́чий, или кровососка овечья (лат. Melophagus ovinus), — насекомое семейства кровососок отряда двукрылых; эктопаразит овец (изредка коз). Подобно многим другим представителям семейства, не имеет крыльев. Питается кровью, прокалывая видоизменёнными ротовыми частями кожу, доходя до капилляров. Конечности сильные, с развитыми на последнем сегменте коготками для цепляние за шерсть животного-хозяина. Чаще всего обитают на шее, плечах и брюхе. Иногда рунцов неверно называют «овечьими клещами», хотя настоящие клещи относятся к другому классу и ведут несколько отличающийся образ жизни (овечья кровососка большую часть жизни проводит на одном и том же хозяине, в то время как клещи часто меняют их).

## Распространение
Рунец обитает на большей части Европы, включая Исландию и Фарерские острова, а также в северо-западной Африке, Монголии, Китае, России и на севере Индии; был завезён в Кению, ЮАР, Японию, Австралию, Новую Зеландию, большую часть Северной Америки и в некоторые регионы Южной (в том числе на Фолклендские острова и Тристан-да-Кунья).

## Хозяева
Основным хозяином овечьей кровососки являются овцы, реже — козы; возможно паразитирование на архарах, толсторогах и баранах Далла. Гималайский подвид способен паразитировать на яках.

## Жизненный цикл
В среднем рунцы живут от четырёх до шести месяцев и могут произвести 10—20 личинок. Самка не откладывает яйца, а содержит их внутри матки. После вылупления личинки остаются в теле матери вплоть до окукливания, питаясь специальными выделениями. После трёх личиночных стадий белая предкуколка темнеет и твердеет, образуя пупарий, который крепится к шерсти при помощи особых клейких веществ. Стадия куколки длится от 19 до 23 дней летом и от 20 до 36 дней зимой. Пупарии не восприимчивы к инсектицидам. Без хозяина рунец может прожить 7—10 дней.

## Последствия для хозяина
У ягнят заражение рунцом может вызвать анемию и препятствовать набору веса. Укусы вызывают зуд, заставляя хозяев усиленно чесаться, что может привести к ухудшению качества шерсти и облысению пораженных районов тела. Впоследствии места прокусов рубцуются, образуя мелкие плотные узелки, ухудшающие качество шкуры и изделий из неё. Выделения рунцов могут окрасить шерсть, тем самым испортив её. Кровососка может передать хозяину непатогенного паразита Trypanosoma melophagium. Иммунный ответ организма пораженных животных заключается в снижении количества поступающей в кожные и подкожные капилляры крови, что, однако, приводит к снижению качества и количества волосяного покрова.

## Методы борьбы
Взрослые особи могут быть убиты путём применения спреев и лечебных ванн с ивермектином или пиретрином. Однако, пупарии мухи невосприимчивы к инсектицидам, поэтому лечение нужно продолжать в течение трёх-четырёх недель.

## Роль переносчика заболеваний

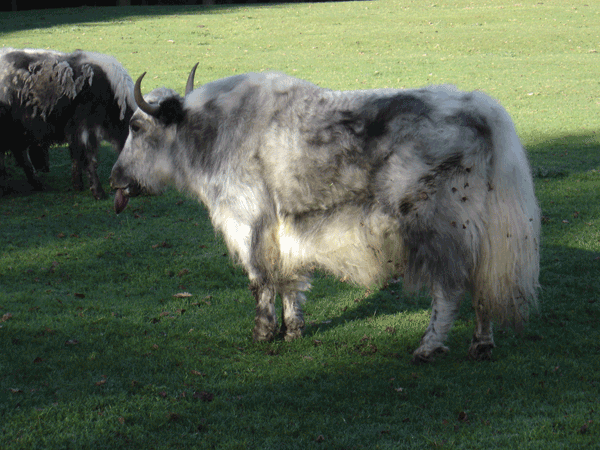
Як, пораженный блутангом. Хорошо заметен опухший и посиневший язык

Овечья кровососка может переносить Bluetongue virus, вызывающего блутанг — заболевание скота, симптомами которого являются отёки слизистых оболочек, выпадение шерсти, диарея, нарушения в работе мышц и последующий летальный исход. В настоящее время не установлено, является ли рунец переносчиком блутанга в дикой природе.

## Устойчивость овец к рунцу
Известно, что некоторые овцы могут бороться с кровосоской естественным путём. В верхней части дермы устойчивых к рунцу овец было зафиксировано повышенное число пустых капилляров. В результате паразиты не могли получить достаточное количество крови и умирали от голода.

## Подвид
В Тибете обитает подвид рунца Melophagus ovinus himalayae (Maa, 1969), специализировавшийся к жизни на яках.